# Zsíros András
Zsíros András (Békéscsaba, 1907–1975) magyar repülőpilóta, oktató.

## Életpálya
1929-ben a honvéd légierőnél ismerkedett meg a repüléssel. 1941-ben forgalmi pilóta lett a MALÉRT-nél. 1942-ben első pilóta. 1943-ban tartalékosként szolgált a második világháborúban. 1951-től a Budaörsön működő Magyar–Szovjet Polgári Légiforgalmi Rt.-nél (MASZOVLET) lett első pilóta, Li-2-es repülőgépen szolgált. 1956 után földi beosztásba került, ügyeletes repülésvezető lett. 1965-ben a KPM Légügyi Főigazgatóság állományába került. 1968-tól újra a MALÉV alkalmazottja lett.

## Szakmai sikerek
- A Magyar Köztársaság arany fokozatú érdemérmét kapta
- A Légi-közlekedés Kiváló Dolgozója arany fokozatával tüntették ki

## Külső hivatkozások
- Zsíros András. li-2.hu. (Hozzáférés: 2012. január 27.)